# Файзуллаев, Иброхим
Иброхим (Ибрахим, Ибрагим) Файзуллаев (Ibrohim Fayzullayev) — организатор сельскохозяйственного производства, Герой Узбекистана (1996).

## Биография
Родился 25 августа 1933 года в селе Кайырма Денауского района Сурхандарьинской области.
Окончил агрономический факультет Самаркандского сельскохозяйственного института (1969).
В 1950—1953 гг. работал рабочим и учётчиком в колхозе имени генерала Сабира Рахимова Денауского района.
С 1955 г. в Управлении сельского и водного хозяйства Сурхандарьинской области: зоотехник, агроном (1960—1965), главный агроном (1965—1970), начальник Управления (1970—1971). Главный инспектор по закупкам и качеству сельскохозяйственной продукции Денауского района (1971—1983).
С 1983 г. председатель колхоза имени генерала Сабира Рахимова Денауского района (с 2001 г. ширкатное (кооперативное) хозяйство). Получал до 50 центнеров хлопка с гектара.
В 2004—2014 гг. глава фермерского хозяйства «Сабир Рахимов», специализация — хлопководство и производство семенного зерна. Получал урожайность пшеницы до 75 ц/га.
С 2014 г. председатель Республиканской комиссии по решению проблем хлопка.
Депутат Верховного Совета, народный депутат Узбекистана (1990—1994).
Заслуженный работник сельского хозяйства Республики Узбекистан (19.08.1993). Герой Узбекистана (1996).
Умер 25 февраля 2022 года в возрасте 89 лет.